# Грибова Рудня
Грибова Рудня (укр. Грибова Рудня) — село в Репкинском районе Черниговской области Украины. Население 299 человек. Занимает площадь 1,8 км².
Почтовый индекс: 15030.

## География
Село расположено в 4 км к западу от села Олешня на реке Сухой Вир. Юго-западная часть Грибовой Рудни — бывшее село Анновка, включённое в его состав после 1937 года.

## Власть
Орган местного самоуправления — Олешнянский сельский совет. Почтовый адрес: 15043, Черниговская обл., Репкинский р-н, с. Олешня, ул. Трудовая, 34. Тел.: +380 (4641) 4-61-88; факс: 4-61-88.